# Нурісламов Євген Фанілевич
Євген Фанілевич Нурісламов (рос. Евгений Фанилевич Нурисламов; 11 серпня 1982, м. Уфа, СРСР) — російський хокеїст, захисник. Виступає за «Атлант» (Митищі) у Континентальній хокейній лізі. 
Вихованець хокейної школи «Салават Юлаєв» (Уфа). Виступав за «Драммондвіль Волтіжерс» (QMJHL), «Сан-Дієго Галлс» (ECHL), «Сірак'юс Кранч» (АХЛ), «Айдахо Стілгедс» (ECHL), «Мілвокі Адміралс» (АХЛ), «Рокфорд Айс-Догс» (UHL), «Нафтохімік» (Нижньокамськ), «Локомотив» (Ярославль), «Атлант» (Митищі). 
Досягнення
- Срібний призер чемпіонату Росії (2009)